# Ernest de Neresheim
Ernest de Neresheim és un sant llegendari, que no correspon a cap persona real, suposat primer abat de l'abadia benedictina de Neresheim (Suàbia, Alemanya, en l'actual Baden-Württemberg). La seva llegenda es va generar a partir de la història real de l'abat Ernest de Zwiefalten, que havia mort màrtir a l'Aràbia al final del segle xi. El sant fictici era venerat com a màrtir a Neresheim, amb festivitat pròpia el 13 de juliol.

## Origen de la confusió
- Article principal: Ernest de Zwiefalten

La llegenda deia que havia estat el primer abat del monestir de Neresheim i en situa el seu martiri a Aràbia en 1096. El monestir, però, havia estat fundat el 1095 com a casa de canonges regulars de Sant Agustí i va passar a l'orde benedictí en 1106: les dates no encaixen, doncs. Els primers monjos benedictins de Neresheim van arribar des de la propera abadia de Zwiefalten. Possiblement, aquest sigui l'origen de la confusió: Ernest, abat de Zwiefalten van lluitar durant la Segona Croada i va morir màrtir; les mencions a documents de Neresheim un "Ernest abat màrtir", referint-se al de Zwiefalten, van fer que hom pensés que era un abat propi, anterior als documentats i, per tant, el primer. Per a fer-lo coincidir amb les dates, se'l va creure participant en la Primera Croada.
Les fonts que l'esmenten són modernes, del segle XVI: parlen d'un primer superior anomenat Ernest, però no en mencionen que fos màrtir. Sembla que fins al segle xviii no es va desenvolupar el culte, a partir de la llegenda documentada de l'abat de Zwiefalten.

## Llegenda
La llegenda segueix fidelment la de l'abat de Zweifalten: va ser abat de Neresheim i va deixar el càrrec per anar a la Primera Croada. Allí va lluitar i predicar, intentant convertir els musulmans. Va ser pres i portat a la Meca, on hi fou torturat i mort el 1096, essent-li arrencats els budells, enroscant-los en un torn.